# 张肖南
张肖南（1955年5月—），男，广东揭西人，中华人民共和国军事人物，中国人民解放军少将，曾任云南省军区司令员。人力资源和社会保障部原部长张纪南的兄长。